# Charles Critchfield

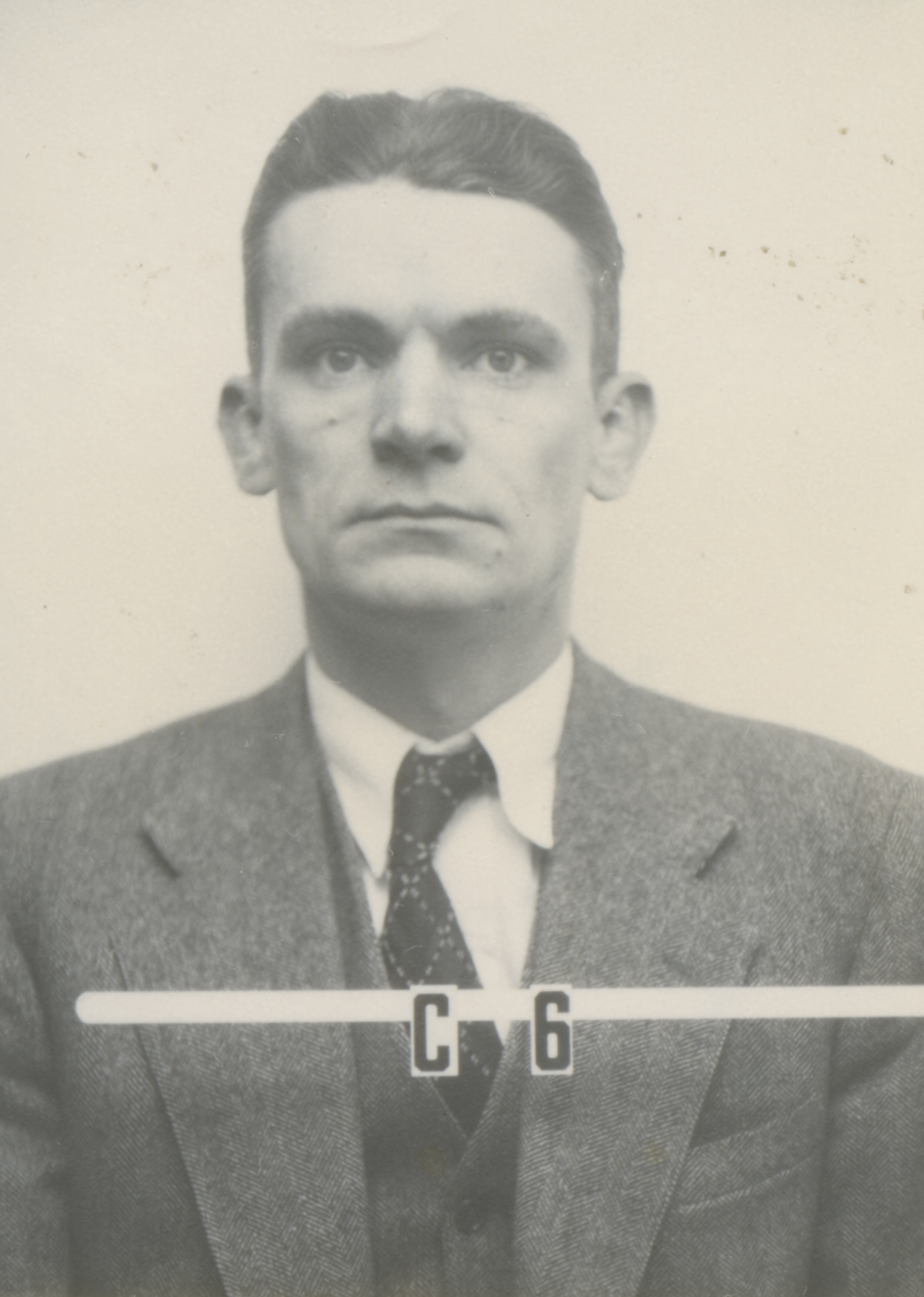
Charles L. Critchfield, Los Alamos Badge, 1940er Jahre

Charles Louis Critchfield (* 7. Juni 1910 in Shreve, Ohio; † 12. Februar 1994 in Los Alamos, New Mexico) war ein US-amerikanischer theoretischer Kernphysiker.
Critchfield studierte an der George Washington University Mathematik mit dem Bachelor-Abschluss 1934 sowie dem Master-Abschluss 1936 und wurde dort 1939 bei Edward Teller in Physik promoviert (als dessen erster Doktorand). An der George Washington University traf er auch George Gamow. Als Post-Doktorand war er an der University of Rochester auf Einladung von Victor Weisskopf und ab 1940 als Fellow des National Research Council am Institute for Advanced Study (IAS) bei Eugene Wigner. Danach lehrte er ein Jahr an der Harvard University. Im Zweiten Weltkrieg arbeitete er zunächst in Ballistik am IAS, wo seine Zusammenarbeit mit John von Neumann begann, an der Carnegie Institution (Laboratory of Terrestrial Magnetism), wobei er neue Treibspiegel erfand, die bald darauf in der Panzerabwehr verwendet wurden. Ab 1943 war er einer der ersten Physiker in Los Alamos im Manhattan-Projekt. Dort arbeitete er zunächst am Gun-Design für Atombomben (der dank seiner Expertise ein Jahr vor der Verfügbarkeit des spaltbaren Materials fertig war) und wurde später Leiter der Gruppe für die Entwicklung der Atombomben-Zünder (speziell für die auf Implosion beruhenden Plutonium-Bombe Fat Man).

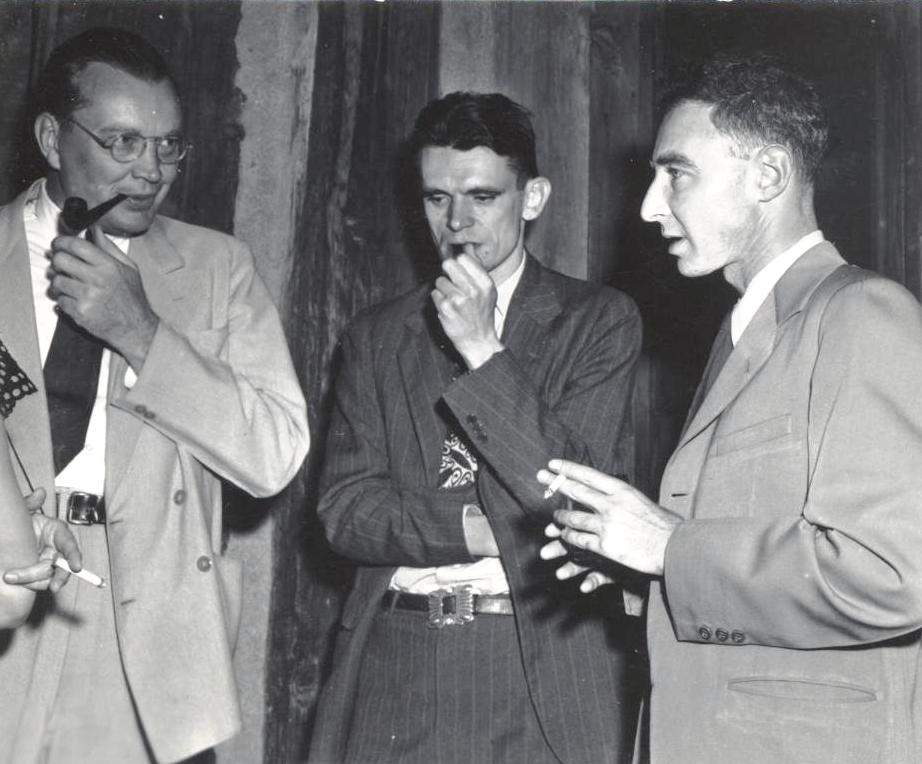
Eric Jette, C. L. Critchfield und J. Robert "Oppi" Oppenheimer

1945 wurde er Fellow der American Physical Society. Nach dem Krieg kehrte er kurz zur George Washington University zurück und war ab 1946 im Oak Ridge National Laboratory, wo er Wigner beim Aufbau des Queens College of Nuclear Knowledge half. Er wurde 1947 Assistant Professor an der University of Minnesota, wo er sich mit geheimer Ballon-Forschung befasste. Er setzte die Ballons auch für die Erforschung kosmischer Strahlung ein. Critchfield wurde Professor an der University of Minnesota und verbrachte 1952/53 in Los Alamos, um bei Berechnungen zur Wasserstoffbombe zu helfen. 1955 ging er als Vizepräsident für Forschung in der Convair-Abteilung von General Dynamics in San Diego, die an der Entwicklung der Atlas-Rakete arbeitete. 1959 sollte er eigentlich die DARPA leiten, er wollte aber seine gut bezahlte Stelle bei Convair nicht aufgeben. 1960 wurde er Associate Division Leader für Forschung bei der Whitaker Corporation in Kalifornien, die an Stealth-Technologie arbeitete. 1961 wollte er gerade eine Professur an der University of Wisconsin antreten, nahm aber dann stattdessen einen Posten im Los Alamos National Laboratory an, wo er bis zu seiner Pensionierung 1977 und darüber hinaus blieb. Im Ruhestand half er an der Erstellung einer Geschichte über die Technologie des Manhattan Projects.
1938 veröffentlichte er einen Aufsatz mit Hans Bethe, der die Fusion zweier Protonen zu Deuteron beschrieb, ein wichtiger Prozess in der Energieerzeugung in der Sonne (Proton-Proton-Reaktion).